# Mistrzostwa Francji w szachach
Mistrzostwa Francji w szachach – rozgrywki organizowane od roku 1923 (choć pierwsze nieoficjalne mistrzostwa Francji odbyły się w roku 1914 w Lyonie i zakończyły się zwycięstwem Alphonse Goetza), mające na celu wyłonienie najlepszego szachisty we Francji. W dotychczasowej historii najwięcej tytułów mistrzowskich zdobył Étienne Bacrot (7).
W 2010 r. mistrzostwa zakończyły się w niecodzienny sposób, bowiem oba złote medale zdobyli będący małżonkami Almira Skripczenko i Laurent Fressinet.

## Lista medalistów
lista kobiet do uzupełnienia
| Lp | Rok  | Miasto               | Mężczyźni | Lp | Kobiety                                                                                 |
| -- | ---- | -------------------- | --- | -- | --------------------------------------------------------------------------------------- |
| 1  | 1923 | Paryż                | 1. Georges Renaud 2. André Muffang 3. Edmond Michel                                                            |    |                                                                                         |
| 2  | 1924 | Strasburg            | 1. Robert Crépeaux 2. Henri Bertrand 3. Amédée Gibaud                                                          | 1  | 1. Marie Jeanne Frigard 2. Paulette Schwartzmann 3. Mary Lagache                        |
| 3  | 1925 | Nicea                | 1. Robert Crépeaux 2. Frédéric Lazard 3. Adolphe Silbert                                                       | 2  | 1. Marie Jeanne Frigard 2. Paulette Schawrtzmann 3. Sonia Schwartzmann                  |
| 4  | 1926 | Biarritz             | 1. André Chéron 2. Frédéric Lazard 3. Aristide Gromer                                                          | 3  | 1. Marie Jeanne Frigard 2. Paulette Schwartzmann 3. Mme. Bastin                         |
| 5  | 1927 | Chamonix             | 1. André Chéron 2. Maurice Polikier 3. Adolphe Fabre                                                           | 4  | 1. Marie Jeanne Frigard 2. Paulette Schwartzmann 3. Lousie Pape Jeanne d'Autremont      |
| 6  | 1928 | Marsylia             | 1. Amédée Gibaud 2. Louis Betbeder 3. André Voisin                                                             | 5  | 1. Jeanne d'Autremont 2. Paulette Schwartzmann 3. Louise Pape Mme. Duelli               |
| 7  | 1929 | Saint-Claude         | 1. André Chéron 2. Aristide Gromer 3. Edmond Barthélemy 4. Louis Betbeder 5. Amédée Gibaud                     | 6  | 1. Jeanne d'Autremont 2. Paulette Schwartzmann 3. Sonia Schwartzmann                    |
| 8  | 1930 | Rouen                | 1. Amédée Gibaud 2. Aristide Gromer 3. Robert Casier 4. Maurice Fauque 5. Maurice Polikier                     |    |                                                                                         |
| 9  | 1931 | Lille                | 1. André Muffang 2. Maurice Raizman 3. André Thiellement                                                       | 7  | 1. Louise Pape 2. Paulette Schwartzmann 3. Alice Tonini                                 |
| 10 | 1932 | La Baule-Escoublac   | 1. Maurice Raizman 2. Aristide Gromer 3. Boris Golbérine                                                       | 8  | 1. Jeanne d'Autremont 2. Alice Tonini 3. Paulette Schwartzmann                          |
| 11 | 1933 | Sarreguemines        | 1. Aristide Gromer 2. Robert Frentz 3. Victor Kahn 4. Frédéric Lazard                                          | 9  | 1. Paulette Schwartzmann 2. Alice Tonini 3. Jeanne d'Autremont                          |
| 12 | 1934 | Paryż                | 1. Victor Kahn 2. Maurice Raizman 3. Boris Golbérine 4. Amédée Gibaud                                          | 10 | 1. Maud Flandin 2. Alice Tonini 3. Paulette Schwartzmann                                |
| 13 | 1935 | Saint-Alban-les-Eaux | 1. Amédée Gibaud 2. Lucien Jung 3. Nicola Barbatto Rometti                                                     | 11 | 1. Paulette Schwartzmann 2. Maud Flandin 3. Sonia Schwartzmann                          |
| 14 | 1936 | Paryż                | 1. Maurice Raizman 2. Amédée Gibaud 3. Victor Kahn                                                             | 12 | 1. Chantal Chaudé de Silans 2. Paulette Schwartzmann 3. Sonia Schwartzmann              |
| 15 | 1937 | Tuluza               | 1. Aristide Gromer 2. Amédée Gibaud 3. Victor Kahn                                                             | 13 | 1. Anglés d'Auriac 2. Mme. Cazenave 3. Mme. Zimmermann                                  |
| 16 | 1938 | Nicea                | 1. Aristide Gromer 2. Maurice Raizman 3. Marius Gotti                                                          | 14 | 1. Paulette Schwartzmann                                                                |
| 17 | 1940 | Nicea                | 1. Amédée Gibaud                                                                                               |    |                                                                                         |
| 18 | 1941 | Paryż                | 1. Robert Crépeaux 2. Roger Daniel 3. Amédée Gibaud                                                            | 15 | 1. Germaine Long 2. Jeanne Le Bey Taillis 3. Delamarre de Monchaux Saint Grace Alekhine |
| 19 | 1942 | Paryż                | 1. Roger Daniel 2. Amédée Gibaud 3. Henri Reyss                                                                | 16 | 1. Mme Duval 2. Germaine Long 3. Delamarre de Monchaux                                  |
| 20 | 1943 | Pau                  | 1. Louis Bigot 2. René Pillon 3. Roger Daniel 4. Charles Aubert 5. Nicola Barbatto Rometti 6. Pierre Vertadier | 17 | 1. Suzanne Dehelly 2. Germaine Long 3. Mme. Lecour                                      |
| 21 | 1945 | Roubaix              | 1. César Boutteville 2. Roger Daniel 3. Nicola Barbatto Rometti                                                |    |                                                                                         |
| 22 | 1946 | Bordeaux             | 1. Maurice Raizman 2. Louis Betbeder 3. Amédée Gibaud                                                          |    |                                                                                         |
| 23 | 1947 | Rouen                | 1. Maurice Raizman 2. Amédée Gibaud 3. Aristide Gromer 4. Nicolas Rossolimo                                    |    |                                                                                         |
| 24 | 1948 | Paryż                | 1. Nicolas Rossolimo 2. Georges Noradounguian 3. Louis Bigot                                                   |    |                                                                                         |
| 25 | 1949 | Besançon             | 1. Claude Hugot 2. César Boutteville 3. Roger Daniel                                                           |    |                                                                                         |
| 26 | 1950 | Aix-en-Provence      | 1. César Boutteville 2. Claude Hugot 3. Henri Pinson                                                           |    |                                                                                         |
| 27 | 1951 | Vichy                | 1. Maurice Raizman 2. Roger Daniel 3. Chantal Chaudé de Silans                                                 |    |                                                                                         |
| 28 | 1952 | Charleville          | 1. Maurice Raizman 2. André Thiellement 3. César Boutteville                                                   |    |                                                                                         |
| 29 | 1953 | Paryż                | 1. Ksawery Tartakower 2. Claude Hugot 3. Jean-Walter Dollstadt                                                 |    |                                                                                         |
| 30 | 1954 | Marsylia             | 1. César Boutteville 2. Guy Mazzoni 3. Henry Catozzi                                                           |    |                                                                                         |
| 31 | 1955 | Tuluza               | 1. César Boutteville 2. David Galula 3. André Thiellement                                                      | 18 | 1. Henriette Vazeille 2. Mme. de Rosen 3. Mme. July                                     |
| 32 | 1956 | Vittel               | 1. Pierre Rolland 2. Claude Lemoine 3. Gaston Wolf                                                             | 19 | 1. Isabelle Choko 2. Henriette Vazeille 3. Mme. Larralde                                |
| 33 | 1957 | Bordeaux             | 1. Volf Bergraser 2. César Boutteville 3. Claude Lemoine                                                       | 20 | 1. Henriette Vazeille 2. Mme. Larralde 3. Mme. Daydé                                    |
| 34 | 1958 | Le Touquet           | 1. Claude Lemoine 2. Michel Roos 3. Nicola Barbatto Rometti                                                    |    |                                                                                         |
| 35 | 1959 | Reims                | 1. César Boutteville 2. Claude Lemoine 3. Pierre Rolland                                                       |    |                                                                                         |
| 36 | 1961 | Paryż                | 1. Guy Mazzoni 2. Pierre Rolland 3. Michel Roos                                                                |    |                                                                                         |
| 37 | 1962 | Paryż                | 1. André Thiellement 2. Pierre Rolland 3. Bernard Huguet                                                       |    |                                                                                         |
| 38 | 1963 | Paryż                | 1. André Thiellement 2. Guy Mazzoni 3. Pierre Rolland 4. Charles Cormier                                       |    |                                                                                         |
| 39 | 1964 | Montpellier          | 1. Michel Roos 2. Guy Mazzoni 3. André Thiellement                                                             |    |                                                                                         |
| 40 | 1965 | Dunkierka            | 1. Guy Mazzoni 2. César Boutteville 3. Pierre Rolland                                                          |    |                                                                                         |
| 41 | 1966 | Grenoble             | 1. Volf Bergraser 2. Pierre Rolland 3. Michel Roos                                                             |    |                                                                                         |
| 42 | 1967 | Dieppe               | 1. César Boutteville 2. Jean-Claude Letzelter 3. Bernard Huguet                                                |    |                                                                                         |
| 43 | 1968 | Charbonnières        | 1. Jean-Claude Letzelter 2. Claude Conan 3. Michel Benoit                                                      |    |                                                                                         |
| 44 | 1969 | Pau                  | 1. Jacques Planté 2. Guy Mazzoni 3. Jacques Demarre                                                            |    |                                                                                         |
| 45 | 1970 | Miluza               | 1. Jacques Maclès 2. Bernard Huguet 3. Claude Ruff                                                             |    |                                                                                         |
| 46 | 1971 | Mérignac             | 1. Jean-Claude Letzelter 2. Jean-Luc Seret 3. Volf Bergraser                                                   |    |                                                                                         |
| 47 | 1972 | Rosny-sous-Bois      | 1. Aldo Haïk 2. Laurent Monnard 3. Francis Meinsohn                                                            |    |                                                                                         |
| 48 | 1973 | Vittel               | 1. Michel Benoit 2. Maurice Bessenay 3. Georges Noradounguian                                                  |    |                                                                                         |
| 49 | 1974 | Chambéry             | 1. Jean-Claude Letzelter 2. Nicolas Giffard 3. Jean-Luc Seret                                                  |    |                                                                                         |
| 50 | 1975 | Dijon                | 1. Miodrag Todorčević 2. Jean-Luc Seret 3. Francis Meinsohn                                                    | 21 | 1. Milinka Merlini 2. Josiane Legenare 3. Nicole Tagnon Béatrice Torrés                 |
| 51 | 1976 | Saint-Jean-de-Monts  | 1. François Chevaldonnet 2. Nicolas Giffard 3. Louis Roos                                                      | 22 | 1. Milinka Merlini 2. Nicole Tagnon 3. Monique Ruck-Petit                               |
| 52 | 1977 | Le Touquet           | 1. Louis Roos 2. Emmanuel Preissmann 3. Nicolas Giffard                                                        | 23 | 1. Milinka Merlini 2. Nicole Tagnon 3. Josiane Legendre                                 |
| 53 | 1978 | Castelnaudary        | 1. Nicolas Giffard 2. Richard Goldenberg 3. Christian Lécuyer                                                  | 24 | 1. Milinka Merlini                                                                      |
| 54 | 1979 | Courchevel           | 1. Bachar Kouatly 2. Didier Sellos 3. Daniel Roos                                                              | 25 | 1. Monique Ruck-Petit 2. Nina Boulongne 3. Martine Schall                               |
| 55 | 1980 | Puteaux              | 1. Jean-Luc Seret 2. Thierry Manouck 3. Louis Roos                                                             | 26 | 1. Milinka Merlini 2. Martine Schall 3. Josiane Legendre Sabine Warkentin               |
| 56 | 1981 | Vitrolles            | 1. Jean-Luc Seret 2. Richard Goldenberg 3. Michel Roos                                                         | 27 | 1. Josiane Legendre 2. Nina Evtouchenko-Boulongne 3. Nicole Tagnon                      |
| 57 | 1982 | Schiltigheim         | 1. Nicolas Giffard 2. Christophe Bernard 3. Thierry Manouck                                                    | 28 | 1. Martine Dubois 2. Monique Ruck-Petit 3. Milinka Merlini                              |
| 58 | 1983 | Belfort              | 1. Aldo Haïk 2. Pascal Herb 3. Gilles Miralles                                                                 | 29 | 1. Julia Lebel Arias 2. Nicole Tagnon 3. Martine Dubois                                 |
| 59 | 1984 | Alès                 | 1. Jean-Luc Seret 2. Bachar Kouatly 3. Gilles Andruet                                                          | 30 | 1. Isabelle Kientzler 2. Monique Ruck-Petit 3. Martine Dubois                           |
| 60 | 1985 | Clermont-Ferrand     | 1. Jean-Luc Seret 2. Mehrshad Sharif 3. Gilles Andruet                                                         | 31 | 1. Christine Leroy 2. Isabelle Kientzler 3. Martine Dubois                              |
| 61 | 1986 | Epinal               | 1. Gilles Mirallès 2. Olivier Renet 3. Gilles Andruet                                                          | 32 | 1. Julia Lebel Arias 2. Milinka Merlini 3. Nicole Tagnon                                |
| 62 | 1987 | Rouen                | 1. Sabine Fruteau 2. Gilles Andruet 3. Joël Lautier                                                            | 33 | 1. Claire Gervais 2. Gabrielle Winkler 3. Elyse Dubrevil                                |
| 63 | 1988 | Val Thorens          | 1. Gilles Andruet 2. Aldo Haïk 3. Jean-René Koch                                                               |    |                                                                                         |
| 64 | 1989 | Epinal               | 1. Gilles Mirallès 2. Jean-Luc Seret 3. Éric Prié                                                              | 34 | 1. Sabine Fruteau 2. Martine Duboios 3. Julia Lebel Arias Ania Otwinowska               |
| 65 | 1990 | Angers               | 1. Marc Santo-Roman 2. Jean-René Koch 3. Gilles Miralles                                                       | 35 | 1. Julia Lebel Arias 2. Martine Dubois 3. Gabrielle Winkler                             |
| 66 | 1991 | Montpellier          | 1. Marc Santo-Roman 2. Olivier Renet 3. Bachar Kouatly                                                         | 36 | 1. Christine Flear 2. Nicole Tagnon 3. Julia Lebel Arias                                |
| 67 | 1992 | Strasburg            | 1. Manuel Apicella 2. Arnaud Hauchard 3. Éric Prié                                                             | 37 | 1. Claire Gervais 2. Sabine Fruteau 3. Raphaëlle Bujisho                                |
| 68 | 1993 | Nantes               | 1. Emmanuel Bricard 2. Jean-Luc Chabanon 3. Jean-René Koch                                                     | 38 | 1. Claire Gervais 2. Sabine Fruteu 3. Virginie Mora                                     |
| 69 | 1994 | Chambéry             | 1. Marc Santo-Roman 2. Manuel Apicella 3. Emmanuel Bricard                                                     | 39 | 1. Christine Flear 2. Martine Dubois 3. Raphaëlle Bujisho                               |
| 70 | 1995 | Tuluza               | 1. Éric Prié 2. Mehrshad Sharif 3. Benoit Lepelletier                                                          | 40 | 1. Raphaëlle Bujisho 2. Christine Flear 3. Claire Gervais                               |
| 71 | 1996 | Auxerre              | 1. Christian Bauer 2. Anatolij Wajser 3. Éloi Relange                                                          | 41 | 1. Claire Gervais 2. Christine Flear 3. Malina Nicoara                                  |
| 72 | 1997 | Narbonne             | 1. Anatolij Wajser 2. Darko Anić 3. Christian Bauer                                                            | 42 | 1. Malina Nicoara 2. Christine Flear 3. Martine Dubois                                  |
| 73 | 1998 | Méribel              | 1. Josif Dorfman 2. Étienne Bacrot 3. Anatolij Wajser                                                          | 43 | 1. Christine Flear 2. Raphaëlle Delahaye 3. Claire Gervais                              |
| 74 | 1999 | Besançon             | 1. Étienne Bacrot 2. David Marciano 3. Christian Bauer                                                         | 44 | 1. Christine Flear 2. Malina Nicoara 3. Maria Leconte                                   |
| 75 | 2000 | Vichy                | 1. Étienne Bacrot 2. Josif Dorfman 3. Jean-Marc Degraeve                                                       | 45 | 1. Marie Sebag 2. Anne Muller 3. Marina Costagliola                                     |
| 76 | 2001 | Marsylia             | 1. Étienne Bacrot 2. Anatolij Wajser 3. Jean-Marc Degraeve                                                     | 46 | 1. Maria Leconte 2. Marie Sebag 3. Roza Te-Lallemand                                    |
| 77 | 2002 | Val d’Isère          | 1. Étienne Bacrot 2. Joël Lautier 3. Josif Dorfman                                                             | 47 | 1. Marie Sebag 2. Christine Flear 3. Raphaëlle Delahaye                                 |
| 78 | 2003 | Aix-les-Bains        | 1. Étienne Bacrot 2. Joël Lautier 3. Andriej Sokołow                                                           | 48 | 1. Sophie Millet 2. Silvia Collas 3. Roza te-Lallemand                                  |
| 79 | 2004 | Val d’Isère          | 1. Joël Lautier 2. Laurent Fressinet 3. Josif Dorfman                                                          | 49 | 1. Almira Skripchenko 2. Sophie Millet 3. Silvia Collas                                 |
| 80 | 2005 | Chartres             | 1. Joël Lautier 2. Andriej Sokołow 3. Maxime Vachier-Lagrave                                                   | 50 | 1. Almira Skripchenko 2. Sophie Millet 3. Maria Leconte                                 |
| 81 | 2006 | Besançon             | 1. Władysław Tkaczew 2. Laurent Fressinet 3. Robert Fontaine                                                   | 51 | 1. Almira Skripchenko 2. Pauline Guichard 3. Maria Leconte                              |
| 82 | 2007 | Aix-les-Bains        | 1. Maxime Vachier-Lagrave 2. Władysław Tkaczew 3. Andriej Sokołow                                              | 52 | 1. Silvia Collas 2. Sophie Millet 3. Pauline Guichard                                   |
| 83 | 2008 | Pau                  | 1. Étienne Bacrot 2. Maxime Vachier-Lagrave 3. Laurent Fressinet                                               | 53 | 1. Sophie Millet 2. Maria Leconte 3. Silvia Collas                                      |
| 84 | 2009 | Nîmes                | 1. Władysław Tkaczew 2. Maxime Vachier-Lagrave 3. Laurent Fressinet                                            | 54 | 1. Sophie Millet 2. Maria Leconte 3. Pauline Guichard                                   |
| 85 | 2010 | Belfort              | 1. Laurent Fressinet 2. Romain Édouard 3. Étienne Bacrot                                                       | 55 | 1. Almira Skripczenko 2. Sophie Milliet 3. Maria Leconte                                |
| 86 | 2011 | Caen                 | 1. Maxime Vachier-Lagrave 2. Laurent Fressinet 3. Étienne Bacrot                                               | 56 | 1. Sophie Milliet 2. Nino Maisuradze 3. Andreea Bollengier                              |
| 87 | 2012 | Pau                  | 1. Romain Édouard 2. Maxime Vachier-Lagrave 3. Étienne Bacrot 4. Christian Bauer                               | 57 | 1. Almira Skripczenko 2. Sophie Milliet 3. Silvia Collas                                |
| 88 | 2013 | Nancy                | 1. Hicham Hamdouchi 2. Jean-Marc Degraeve 3. Andriej Sokołow                                                   | 58 | 1. Nino Maisuradze 2. Mathilde Congiu 3. Sophie Milliet                                 |
| 89 | 2014 | Nîmes                | 1. Laurent Fressinet 2. Étienne Bacrot 3. Romain Édouard                                                       | 59 | 1. Nino Maisuradze 2. Andreea Bollengier 3. Almira Skripczenko                          |
| 90 | 2015 | Saint-Quentin        | 1. Christian Bauer 2. Tigran Gharamian 3. Etienne Bacrot                                                       | 60 | 1. Almira Skripchenko 2. Nino Maisuradze 3. Sophie Millet                               |
| 91 | 2016 | Agen                 | 1. Matthieu Cornette 2. Yannick Gozzoli 3. Jean-Francois Jolly                                                 | 61 | 1. Sophie Millet 2. Natacha Benmesbah 3. Almira Skripchenko                             |
| 92 | 2017 | Agen                 | 1. Etienne Bacrot 2. Laurent Fressinet 3. Tigran Gharamian                                                     | 62 | 1. Sophie Millet 2. Cécile Haussemot 3. Silvia Collas                                   |
| 93 | 2018 | Nimes                | 1. Tigran Gharamian 2. Romain Édouard 3. Yannick Gozzoli                                                       | 63 | 1. Pauline Guichard 2. Sophie Millet 3. Cécile Haussemot                                |
| 94 | 2019 | Chartres             | 1. Maxime Lagarde 2. Laurent Fressinet 3. Jules Moussard                                                       | 64 | 1. Pauline Guichard 2. Sophie Millet 3. Andrea Navrotescu                               |
| 95 | 2022 | Albi                 | 1. Jules Moussard 2. Etienne Bacrot 3. Laurent Fressinet                                                       | 65 | 1. Almira Skripchenko 2. Natacha Benmesbah 3. Andrea Navrotescu                         |
| 96 | 2023 | Alpe d'Huez          | 1. Yannick Gozzoli 2. Romain Édouard 3. Máxime Lagarde                                                         | 66 | 1. Mitra Hejazipar 2. Deimante Cornette 3. Pauline Guichard                             |
| 97 | 2024 | Alpe d'Huez          | 1. Jules Moussard 2. Laurent Fressinet 3. Roman Édouard                                                        | 67 | 1. Deimante Daulyte 2. Pauline Guichard 3. Sophie Millet                                |